# Podřipský motoráček
Podřipský motoráček je historický vlak, provozovaný společností KŽC Doprava v trase Roudnice nad Labem – Straškov – Libochovice. Je veden jako turistická linka T5 Dopravy Ústeckého kraje.

## Historie
Vlaky KŽC Doprava se v trase Podřipského motoráčku poprvé pohybovaly 18. a 19. září 2010 u příležitosti konání Roudnického vinobraní. Podřipský motoráček poprvé vyjel v sobotu 21. května 2011 u příležitosti akce Roudnice na vlně adrenalinu. Pravidelně jezdil v trase Roudnice nad Labem – Litoměřice horní nádraží každou sobotu a neděli od 2. července do 28. srpna 2011 a mimořádně jel také 17. září 2011.
V provozní sezóně 2012 byl Podřipský motoráček v provozu o sobotách od 7. července do 25. srpna a jezdil v trase Roudnice nad Labem – Litoměřice horní nádraží. O nedělích od 1. července do 26. srpna jezdil v trase Roudnice nad Labem – Louny.
Během provozní sezóny 2013 vyjížděl Podřipský motoráček z Hněvic a jezdil pouze o sobotách. O nedělích se vracel z Litoměřic horního nádraží zpět do Hněvic. Provozní sezóna trvala od soboty 16. června do neděle 8. září.
Od roku 2014 jezdil Podřipský motoráček opět z Roudnice nad Labem do Litoměřic horního nádraží a zpět, a to o sobotách od 28. června do 6. září. Při mimořádných příležitostech byl vypravován i v neděli.
Provozní sezóna 2015 byla narušena výlukou z důvodu oprav mostu přes Labe mezi Lovosicemi a Litoměřicemi. Do Litoměřic horního nádraží zajel Podřipský motoráček jen 20. června, zkrácený spoj jezdil mezi Roudnicí nad Labem a Lovosicemi pouze o vybraných sobotách od června do září.
Roku 2016 byl provoz Podřipského motoráčku poprvé objednán Ústeckým krajem, byl označen jako turistická linka T5 Dopravy Ústeckého kraje a jeho trasa byla trvale zkrácena na úsek mezi Roudnicí nad Labem a Libochovicemi. Ve vlaku začal platit tarif DÚK a provoz byl rozšířen na dva páry vlaků, které jezdí o víkendech a svátcích v období platnosti SELČ. Provozní sezóna motoráčku trvala od 25. března do 30. října.
V provozní sezóně 2025 vyjede Podřipský motoráček poprvé v sobotu 29. března, dva páry vlaků budou v provozu o víkendech a svátcích do 2. listopadu.

## Řazení
V prvních letech provozu byly na Podřipský motoráček nasazovány motorové vozy řady 830 a 831 (M262.0/M262.1). V provozní sezóně 2011 byl nasazován historický motorový vůz M262.056 (830 056) z roku 1952. Nasazovaným i záložním vozidlem Podřipského motoráčku má být motorový vůz řady 830/831 i dle objednávky Ústeckého kraje z roku 2016. V provozní sezóně 2021 byl turnusovým vozidlem motorový vůz M262.1168 (831 168), který byl dočasně nahrazen motorovým vozem M152.0656 (810 656). V provozní sezóně 2024 byl nasazován motorový vůz M152.0517 (810 517).
Na Podřipském motoráčku byl od roku 2012 řazen přívěsný vůz Bix 557 ("malý Balm"), vyrobený roku 1965, který byl společností KŽC Doprava zakoupen roku 2006 a roku 2012 přestavěn na "BIXEUM“, tedy mobilní muzejní expozici o historii železniční dopravy na Podřipsku. Vůz byl nasazován do provozní sezóny 2015, roku 2017 byl odstaven pro celkovou zchátralost a později zrekonstruován, avšak již bez muzejní expozice.

## Trasa
Podřipský motoráček vyjíždí z Roudnice nad Labem a krajinou pod horou Říp se dostává do oblasti Dolního Poohří, kde se nachází lázeňské městečko Mšené-lázně a Budyně nad Ohří s vodním hradem. Dále vlak pokračuje do města Libochovice s majestátním zámkem. Do roku 2016 zamířil kolem hradu Hazmburk do Lovosic a Litoměřic. V Litoměřicích na něj navazoval cyklobus i pro pěší na Kletečnou.
Trasa Podřipského motoráčku vede částečně po Budyňce – trati 096 ze Straškova do Libochovic, na které byl roku 2006 přerušen pravidelný provoz. V roce 2012 byly na zastávkách a v obcích na trase Podřipského motoráčku instalovány informační panely, odkazující na možnosti výletů po okolí a popisující historii tratí na Podřipsku.
Trasa Podřipského motoráčku vede přes následující města a obce Českého středohoří a Podřipska (přes obce uvedené v závorce vedla v minulosti):
- (Hněvice/Štětí)[6]
- Roudnice nad Labem
- Kleneč
- Vražkov
- Straškov-Vodochody
- Bříza
- Charvatce
- Mšené-lázně
- Martiněves
- Vrbka
- Budyně nad Ohří
- Břežany nad Ohří
- Žabovřesky nad Ohří
- Libochovice
- (Slatina pod Hazmburkem)
- (Chotěšov pod Hazmburkem)
- (Úpohlavy)
- (Čížkovice)
- (Sulejovice)
- (Lovosice)
- (Žalhostice)
- (Litoměřice)

## Fotogalerie
- Motorový vůz M262.1168 dorazil 31. října 2021 do stanice Roudnice nad Labem.
- Motorový vůz M152.0517 byl 9. června 2024 zachycen v zastávce Vrbka.
- Motorový vůz M152.0381 zastavil 28. července 2024 v bývalé stanici Roudnice nad Labem-Hracholusky.